# Vicente Sancho
Pour les articles homonymes, voir Sancho.
Vicente Sancho y Cobertores, né en 1784 et mort à Madrid en 1860, est un homme d'État et militaire espagnol, président du Conseil des ministres sous la régence durant la minorité d'Isabelle II.

## Biographie
Durant le Triennat libéral du règne de Ferdinand VII, il est député pour la circonscription de Valence. Il est plus tard nommé commandant militaire de Murcie et gouverneur militaire de Carthagène. À la fin du Triennat, il doit s'exiler en France et au Royaume-Uni. Il bénéficie de l'amnistie de la régente Marie-Christine et retourne en Espagne en 1835. Député aux Cortes Generales pour le Parti progressiste en 1836, il est élu président du Conseil des ministres en 1840 après avoir été ministre de l'Intérieur durant quelques mois. Il est remplacé par Baldomero Espartero. Pendant le reste du règne d'Isabelle II, il est désigné sénateur à vie en 1846 et est de nouveau député de 1854 à 1856.